# Datasaab D2

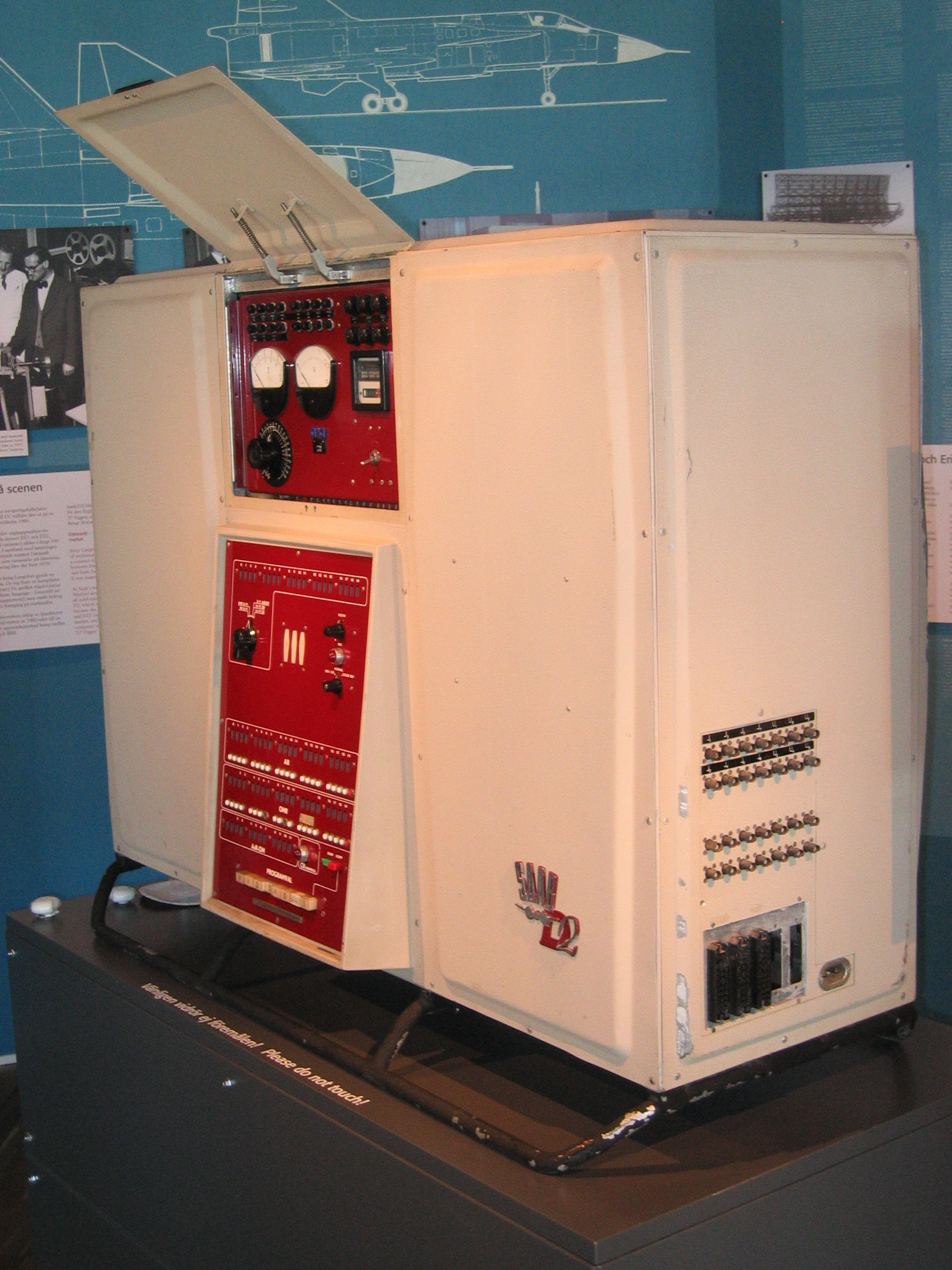
Datasaab D2

D2 var det civila namnet på den första transistorerade digitala dator som byggdes på Datasaab. Modellen gick aldrig i produktion, men utgjorde prototypen och grunden för hela företagets verksamhet under 1960- och 1970-talet, såväl satsningen på civila mini- och stordatorer D21, D22, D23 och D5 som på digitala transistorierade datorer för militära flygplan (CK 37). Det senare får förmodas vara huvudsyftet, medan den civila linjen var mer av en spinoff.
D2-projektets militära namn var Sank, Saabs automatiska navigeringskalkylator. Denna var ursprungligen inspirerad av en navigationsdator för Robot 330 men hade modifierats för att ersätta den mänskliga navigatören i efterföljare till attackplanet Saab 32 Lansen, då man nu såg att nyare attackflygplan skulle bli ensitsiga.
 D2 konstruerades under ledning av Viggo Wentzel och stod färdig 1960. Det enda exemplaret av D2 finns utställt på Tekniska museet i Stockholm.
D2 hade åtskilda minnen för program ("order") och data (så kallad Harvardarkitektur), något som avskaffades i D21 (där man vände till Von Neumann-arkitekturen). Ordlängden var 20 bitar, vilket motsvarar sex decimala siffror. Minnet rymde 6K ord (120 kbit, motsvarande 15 kByte). D2 kunde utföra 100 000 additioner per sekund av sådana heltal.